# Ayaka Komatsu
 (août 2025).
Si vous disposez d'ouvrages ou d'articles de référence ou si vous connaissez des sites web de qualité traitant du thème abordé ici, merci de compléter l'article en donnant les références utiles à sa vérifiabilité et en les liant à la section « Notes et références ».
Ayaka Komatsu (小松 彩夏, Komatsu Ayaka) est une actrice et une chanteuse japonaise née le 23 juillet 1986 à Iwate, au Japon. Elle mesure 1,59 mètre et son groupe sanguin est A ; elle a des capacités au tennis de table et en danse japonaise.

## Biographie
Son rôle principal est celui de Minako Aino (Sailor V/Sailor Venus) dans la série live Pretty Guardian Sailor Moon, de 2003 à 2005, et elle est apparue en 2003 dans le film Odoru daisosasen the movie 2: Rainbow Bridge wo fuusa seyo!, dans le rôle d'une élève. Elle a également tenu le rôle principal en 2012 dans le film Miss Zombie réalisé par Sabu, grand prix du festival de Gérardmer 2014.
Ayaka a également été modèle pour le magazine Candy.

## Filmographie

### Films
- 2003 : Odoru daisosasen the movie 2: Rainbow Bridge wo fuusa seyo! (dans le rôle d'une élève)
- 2004 : Koibumi-biyori (segment « Yuki ni saku hana »)
- 2007 : Boku wa imōto ni koi wo suru (dans le rôle de Tomoka Kusunoki)
- 2013 : Miss Zombie de Hiroyuki Tanaka (dit « Sabu », dans le rôle de la zombie)

### Séries TV
- 2007 : Bambino!
- 2006 : Kurosagi (dans l'épisode 6)
- 2003/2005 : Pretty Guardian Sailor Moon (série live, dans le rôle de Minako Aino/Sailor V/Sailor Venus)
- 2011 : Sign : Yūka Miyauchi

### DVD
- 2004/2005 : Pretty Guardian Sailor Moon (volumes 1 à 12)
- 2004 : Pretty Guardian Sailor Moon: Kirari Super Live
- 2004 : Pretty Guardian Sailor Moon: Act Special
- 2004 : Pretty Guardian Sailor Moon: Act Zero

## Discographies

### Album
- "I'll Be Here" - Aino Minako

## Photobooks
- 2006 : Moon Doll
- 2005 : Summer Date
- 2004 : Ayaka no Natsu
- 2004 : Nicchiku